# Maciej Maciejewski
Maciej Maciejewski, né le 1er octobre 1914 à Augustów et mort le 17 mai 2018 à Varsovie, est un acteur polonais.

## Filmographie partielle
- 1951 : La Jeunesse de Chopin de Aleksander Ford
- 1953 : Żołnierz zwycięstwa de Wanda Jakubowska
- 1954 : Sous l'étoile phrygienne de Jerzy Kawalerowicz
- 1955 : Podhale w ogniu de Jan Batory
- 1956 : Ils aimaient la vie de Andrzej Wajda
- 1973 : Un grand amour de Balzac de Wojciech Solarz
- 1988 : Tu ne tueras point de Krzysztof Kieślowski
- 1998 : Klan (série télévisée)
- 2000 : Samo życie (série télévisée)

## Récompenses et distinctions
- Croix d'officier de l'ordre Polonia Restituta (Krzyż Oficerski Orderu Odrodzenia Polski) en 1987